# Jim Cooper (Jazzmusiker)
Jim Cooper (* 1951 in Chicago) ist ein US-amerikanischer Jazz-Vibraphonist.
Jim Cooper ist ein Veteran der Chicagoer Jazzszene und stammt aus einer musikalischen Familie von Chicagos South Side. Er studierte an der Michigan State University; in den 1970er Jahren wirkte er an Free-Jazz-Experimenten einer Band mit, die von dem Schlagzeuger Pancho Vera geleitet wurde. In den 1980er Jahren hatte er eine kurzlebige Band mit Buddy Rich; dann arbeitete er mit dem Pianisten Bob Dogan zusammen, mit dem er das Jim Cooper/Bob Dogan Quintet bildete, das im Hardbop-Stil spielte und häufig in Chicagoer Clubs auftrat, wie auch auf dem Chicago Jazz Festival. Daraus entwickelte sich eine Zusammenarbeit mit Ira Sullivan, mit dem er im Green Mill konzertierte. Dieser wirkte auch bei seinen beiden 1991 entstandenen Alben Nutville und Tough Town mit, die von Delmark Records veröffentlicht wurden. 2004 erschien sein Album Itchin´ to Groove.

Cooper spielte u. a. mit Milt Hinton, Frank Wess, Jodie Christian, Gordon Brisker, Mark Levine, Ernie Krivda, Joe Lovano, und Ira Sullivan. Er erwarb später noch den Master-Abschluss und unterrichtete 1997 am National Institute of the Arts in Taiwan, später am Blue Lake Fine Arts Camp und am Lake Michigan College. Cooper lebt in Sagatuck, Missouri.
Cooper ist stilistisch stark von Bobby Hutcherson beeinflusst.